# Scarus hypselopterus
Scarus hypselopterus är en fiskart som beskrevs av Bleeker, 1853. Scarus hypselopterus ingår i släktet Scarus och familjen Scaridae. IUCN kategoriserar arten globalt som nära hotad. Inga underarter finns listade i Catalogue of Life.